# Cyphanthera miersiana
Cyphanthera miersiana är en potatisväxtart som beskrevs av L. Haegi. Cyphanthera miersiana ingår i släktet Cyphanthera, och familjen potatisväxter. Inga underarter finns listade i Catalogue of Life.